# Thrombium epigaeum
Thrombium epigaeum är en lavart som först beskrevs av Christiaan Hendrik Persoon, och fick sitt nu gällande namn av Carl (Karl) Friedrich Wilhelm Wallroth. Thrombium epigaeum ingår i släktet Thrombium och familjen Protothelenellaceae.  Arten är reproducerande i Sverige. Inga underarter finns listade i Catalogue of Life.